# Jan Rossowski
Jan Rossowski (zm. w 1633 lub 1634 roku) – polski drukarz. W latach 1620–1624 działał w Poznaniu, do którego przybył w 1618 z Kurzelowa, a od 1624 w Warszawie. Tłoczył głównie druki urzędowe i religijne oraz gazety ulotne – "Relacje" i "Nowiny". W Poznaniu wydrukował co najmniej 43 pozycje, a w Warszawie 61.